# Ciclovía Pío Nono
La Ciclovía Pío Nono posee sentido norte a sur al poniente de la calle Pío Nono, se encuentra en su mayor parte segregada sobre la acera solo por tachones luminosos y solo unos metros por dentro de la vereda frente calle Bellavista. 
Tiene una longitud exigua y sin continuidad por la zona norte, sin embargo su ubicación de llegada al nudo vial de Plaza Italia le hacen muy concurrida. Comienza en la intersección de calle Domínica con Pío Nono, y termina tres cuadras más al sur en el puente del Río Mapocho donde está cerca de conectar con las ciclovías Parque José María Caro y la  Ciclovía Andrés Bello. Termina frente a la Facultad de Derecho de la Universidad de Chile a 100 metros de la Estación Baquedano   del Metro de Santiago.
Su mayor problema se genera en el hecho que no llegue hasta Plaza Italia y los ciclistas deban cruzar los 140 metros finales, frente a la Facultad de Derecho y el puente Pío Nono en forma desordenada entre los peatones o los vehículos. 